# Via del Campo 29 rosso
Il Via del Campo 29 rosso, soprannominato la "casa dei cantautori genovesi", è un museo che si trova nel centro storico di Genova e prende il nome dalla via e dal numero civico in cui sono siti i locali, dove si trovava in passato il negozio di dischi e strumenti musicali Musica Gianni Tassio, frequentato dal famoso cantautore genovese Fabrizio De André, il principale artista a cui il museo è dedicato.

## La storia del negozio

### Gli anni Sessanta
Il negozio di Gianni Tassio fu, come altri a Genova, nel periodo tra gli anni '60 e '70, luogo d'incontro e di cultura per appassionati di musica e artisti.
Nella stessa via vi era stato, in precedenza, un altro negozio di musica, quello di Mario Salvarani, al civico 72r. Nel centro storico genovese, in tale periodo storico, vi erano anche molti altri negozi di dischi e strumenti musicali, alcuni dei quali ancora in attività ai giorni nostri.
In quegli anni diversi giovani musicisti, che poi sarebbero divenuti noti, come i fratelli Gian Franco e Gian Piero Reverberi, Umberto Bindi, Luigi Tenco, Bruno Lauzi, Gino Paoli e Fabrizio De André diedero vita ad un nuovo fermento culturale musicale, da cui nacque la cosiddetta scuola genovese della canzone d'autore.

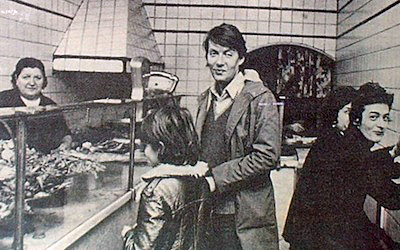
Fabrizio De Andrè, il figlio Cristiano, bambino, in una sciamada, negozio di farinata in via Sottoripa

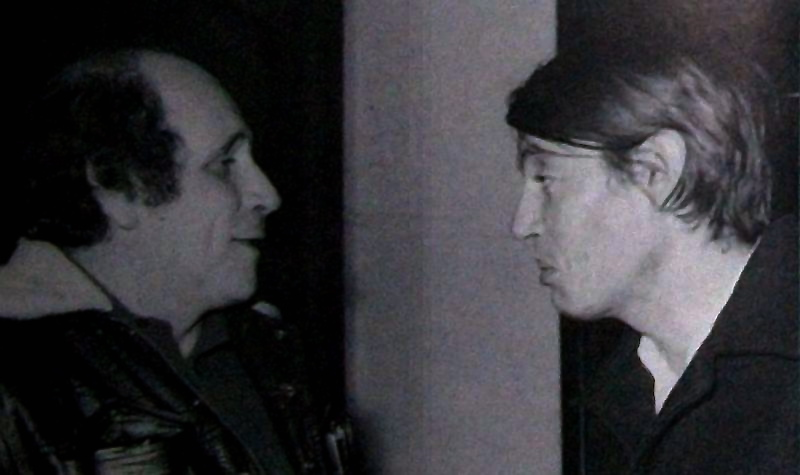
Léo Ferré al Club Tenco con l'amico Fabrizio De André nel 1975.

La via fu resa nota dalla canzone omonima, di Fabrizio De André, sesto brano dell'album Volume 1 (1967), e dal brano La Casa In Via Del Campo di Amália Rodrigues.
Via del Campo [..]

Ama e ridi se amor risponde

piangi forte se non ti sente

dai diamanti non nasce niente

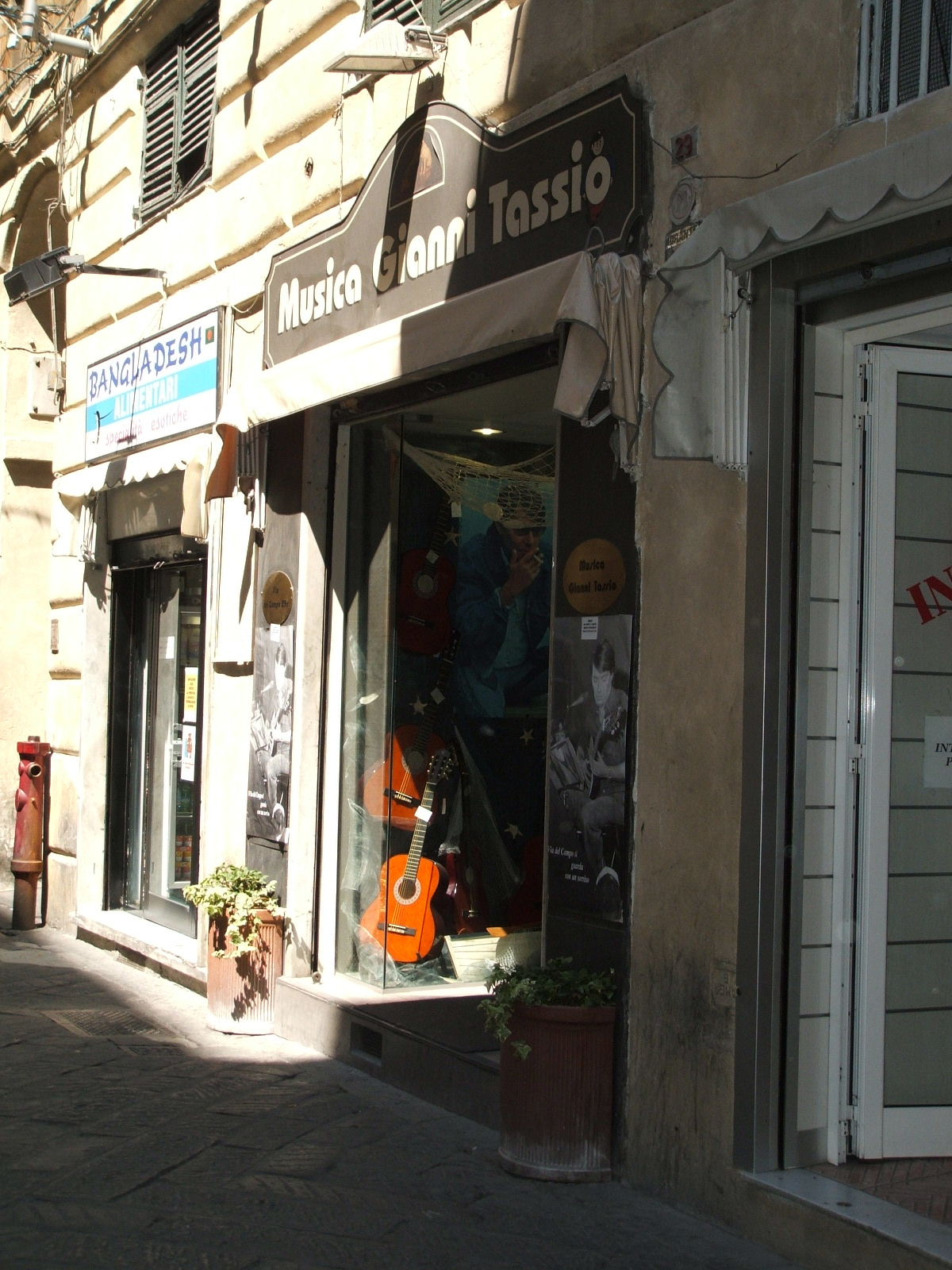
Il negozio di Gianni Tassio quando vi era ancora l'attività commerciale

dal letame nascono i fior
(Fabrizio De André, da Via del Campo, 1967)

Scuola genovese della canzone d'autore nacque nella città di Genova da un incontro tra diverse tendenze musicali internazionali dell'epoca. 

Il jazz, la canzone d'autore francese, la musica proveniente dagli stati uniti del primo Leonard Cohen e Bob Dylan, la letteratura e la poesia, ispirarono una nuova generazione in cui la musica sì unì ad una ricerca delle parole e nella poetica.

Alla fine degli anni '50 e inizio degli anni '60 nacque così un movimento artistico nuovo, unico per l'epoca, nel paese.
La canzone non fu più solo melodica. Per la prima volta, si aprì a tematiche nuove, poetiche, esistenziali, anche sociali. Un uso della parola ispirato alla poesia e alla letteratura.

Il tema usuale della canzone: l'amore, fu affrontato in un modo nuovo, sia nelle parole, che nella melodia. 

Leggi la voce: Scuola genovese canzone d'autore

Leggi la voce: Fabrizio De Andrè
La tradizione della musica d'autore a Genova è poi continuata in modi e espressioni differenti. Alcuni artisti genovesi diventati noti nei decenni successivi sono: Ivano Fossati, Max Manfredi, Giampiero Alloisio, Vittorio De Scalzi, Francesco Baccini, Federico Sirianni e Cristiano De André, figlio di Fabrizio.

### La mostra
Dopo la scomparsa del cantautore genovese, avvenuta nel 1999, venne realizzata nei locali del negozio una sorta di mostra su De André. Nel corso degli anni, il proprietario Gianni Tassio aveva radunato molto materiale sul cantautore: foto, spartiti, incisioni rare e la chitarra Esteve di De André, che aveva acquistato quando era stata messa all'asta per Emergency. In Sierra Leone, con i proventi dell'acquisto dello strumento, venne costruito un ospedale intitolato a Fabrizio De André. Una delle sue corsie ha per nome Via del campo. 
Il negozio, nel frattempo, aveva iniziato a essere frequentato ed essere meta di curiosi e estimatori del cantautore genovese.

Umberto Bindi
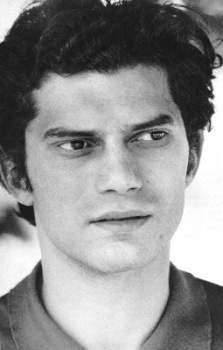
Luigi Tenco
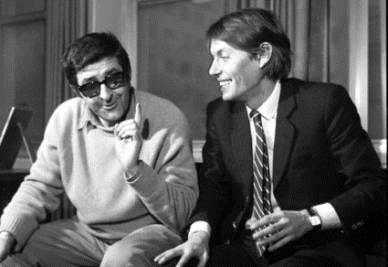
Riccardo Mannerini (a sinistra) con Fabrizio De André
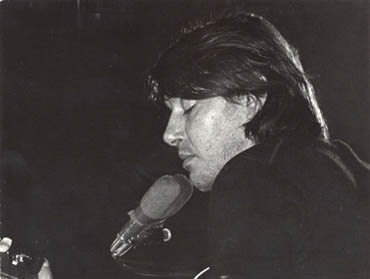
Fabrizio De Andrè
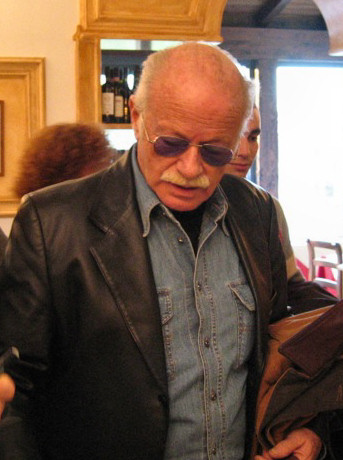
Gino Paoli nel 2004

## Il museo

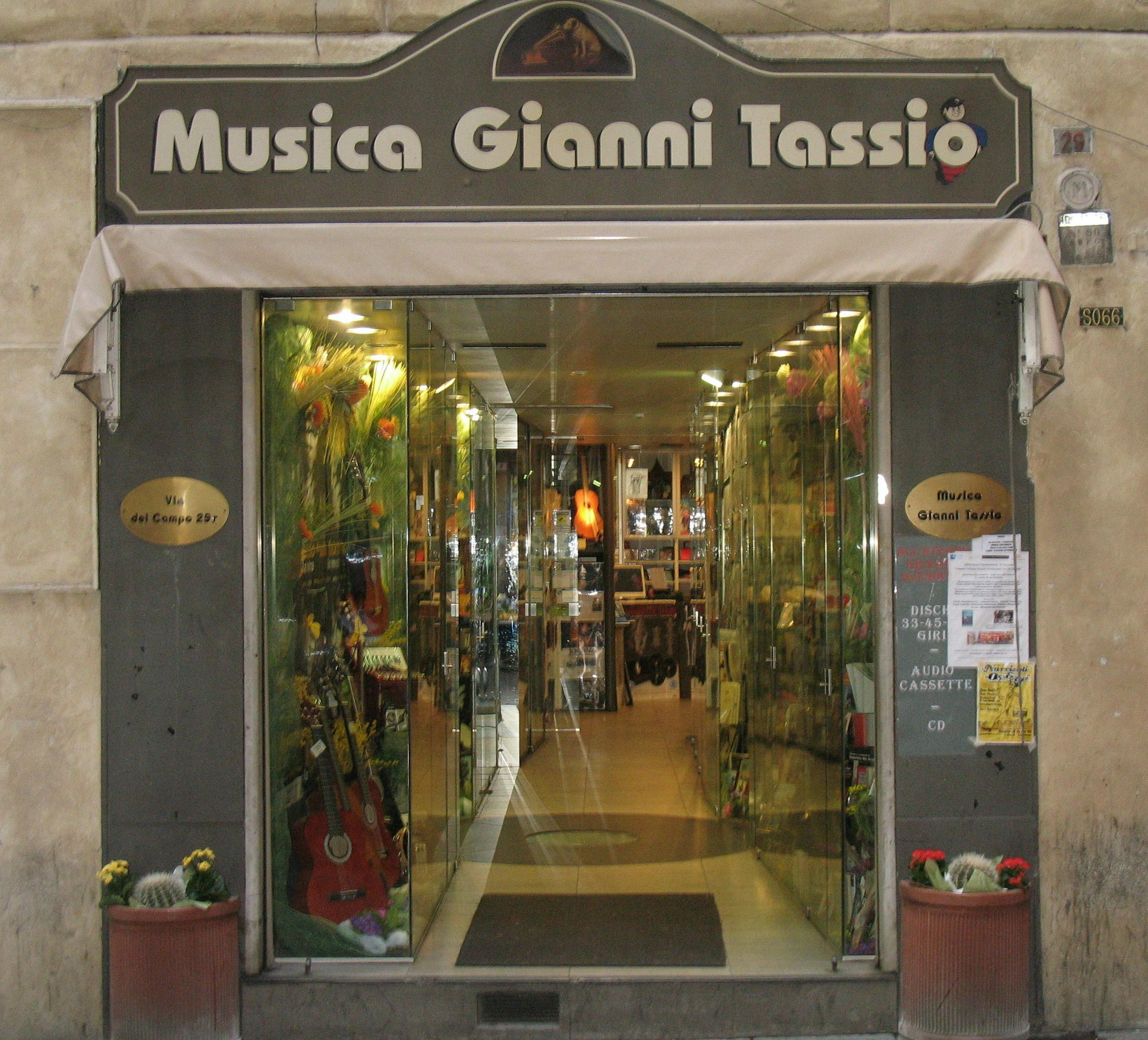
Il negozio di Gianni Tassio quando iniziò a divenire museo dedicato a Fabrizio De André

Gianni Tassio scomparve nel 2004. Il negozio venne tenuto aperto e gestito dalla vedova Daniela fino al 2010, anno in cui venne chiuso ed acquistato all'asta dal Comune di Genova, che lo trasformò nell'attuale museo, inaugurato nel 2012. Ora è gestito dalla società Via del Campo 29 rosso, di cui fanno parte la Cooperativa Solidarietà e Lavoro, la società informatica ETT di Genova e la Cooperativa Sistema Museo di Perugia.
Il museo ripercorre la storia delle opere di Fabrizio De André e contiene anche una sezione dedicata a tutti gli artisti della scuola genovese della canzone d'autore.
Il museo è un punto di riferimento culturale anche per l'attività artistica, legata sia alla musica che alla poesia, con eventi di diverso genere dal creativo e visite ai luoghi legati ai musicisti della scuola genovese.
Il museo può essere visitato su appuntamento.

## Galleria d'immagini

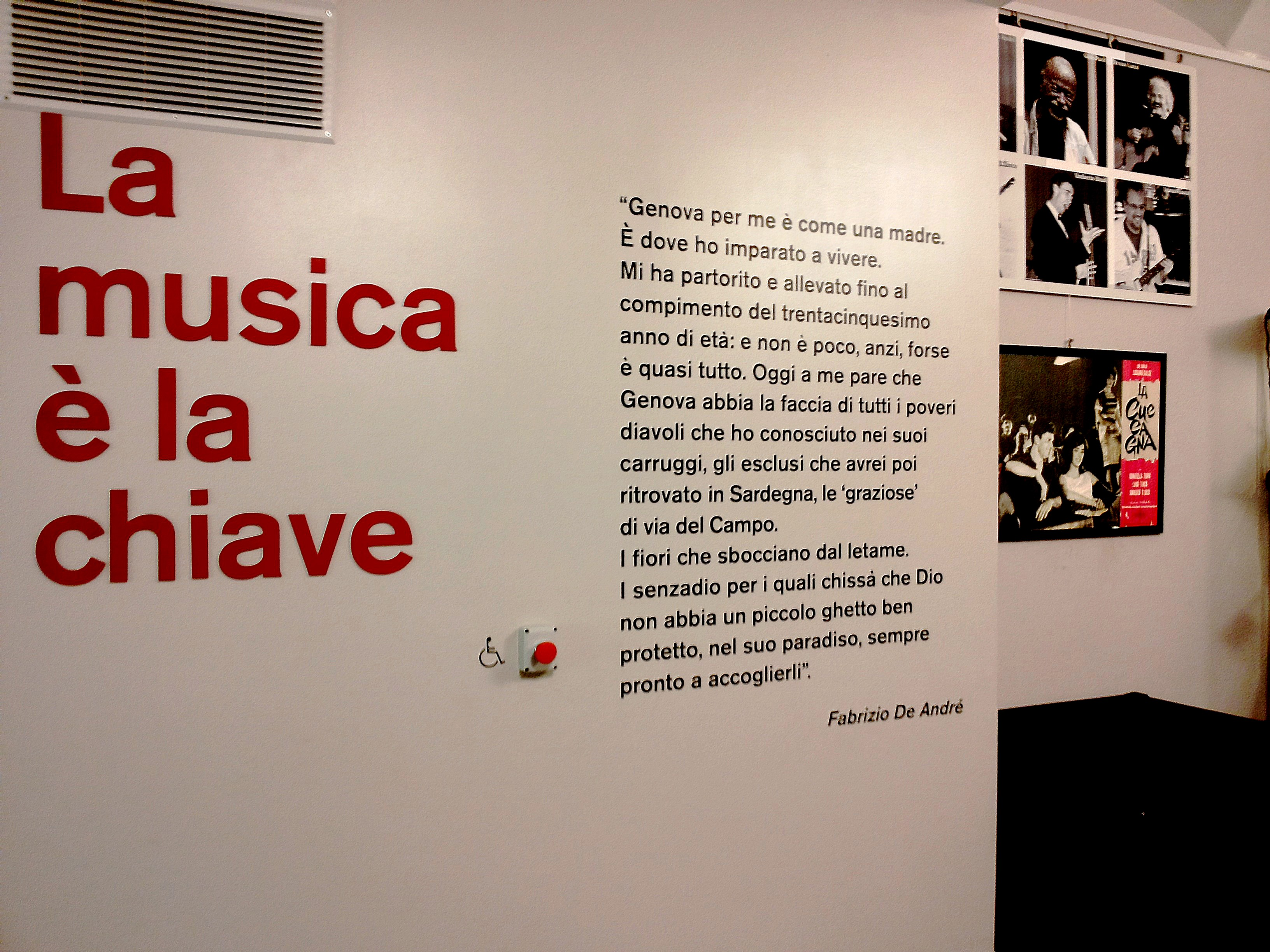
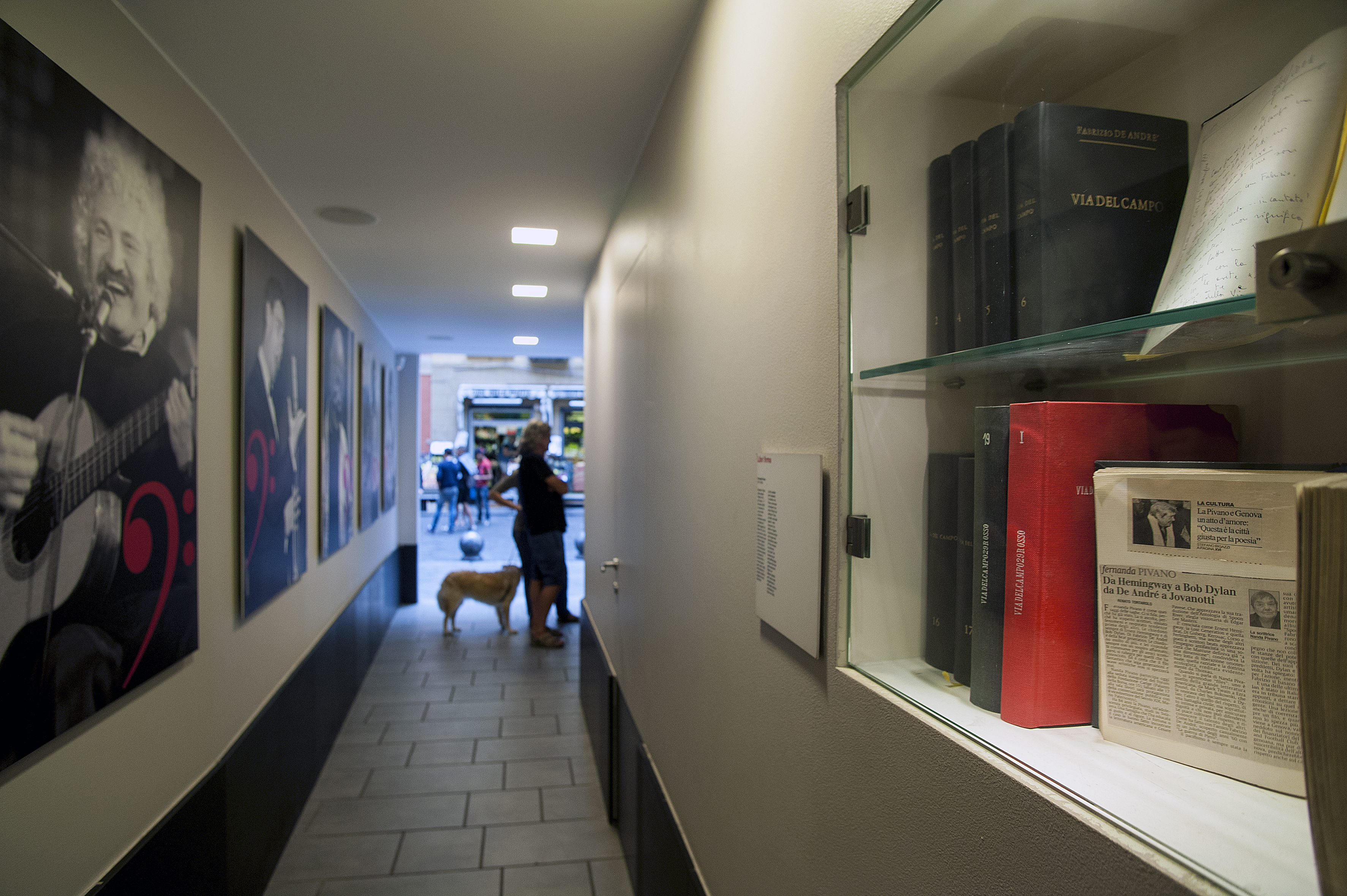
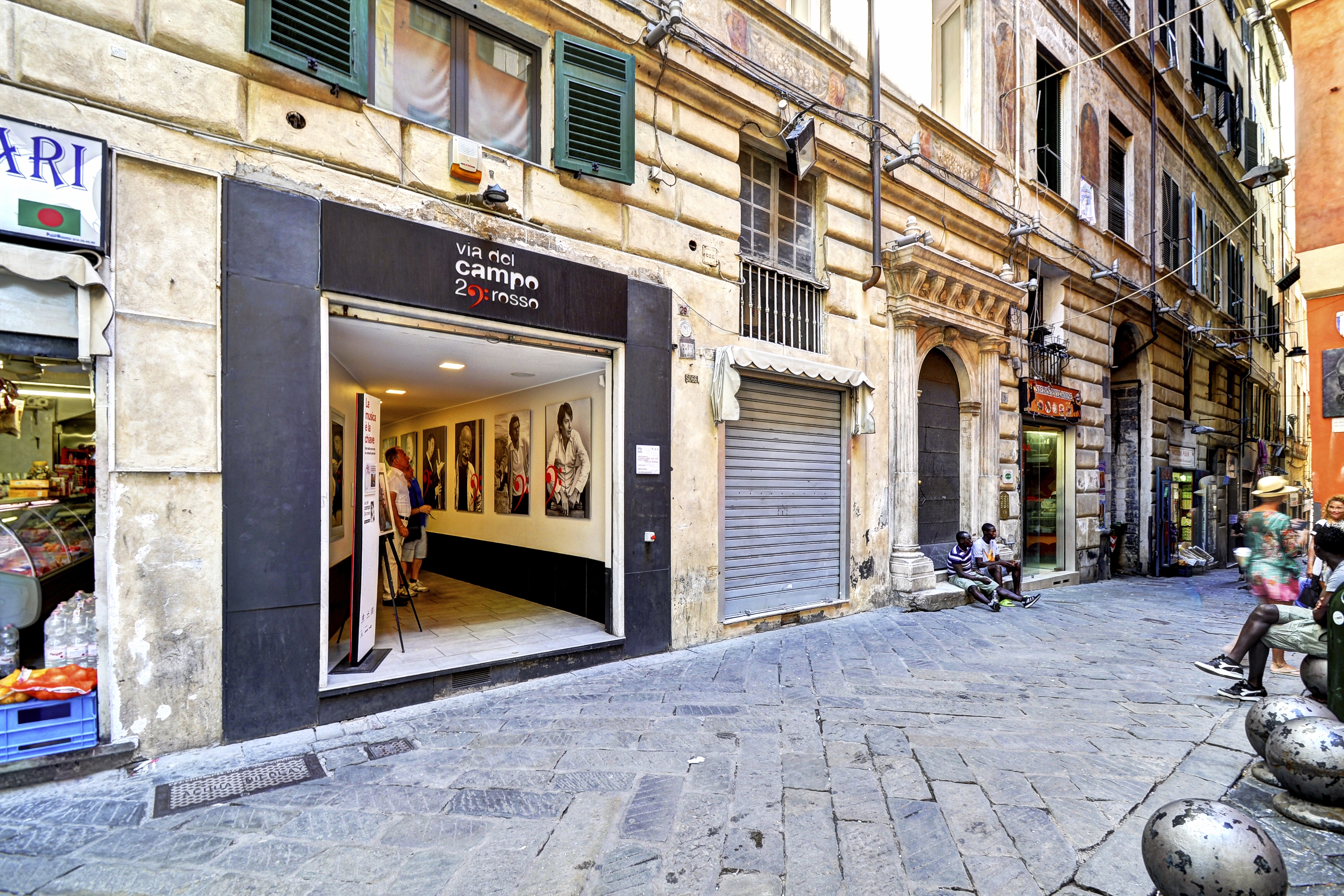
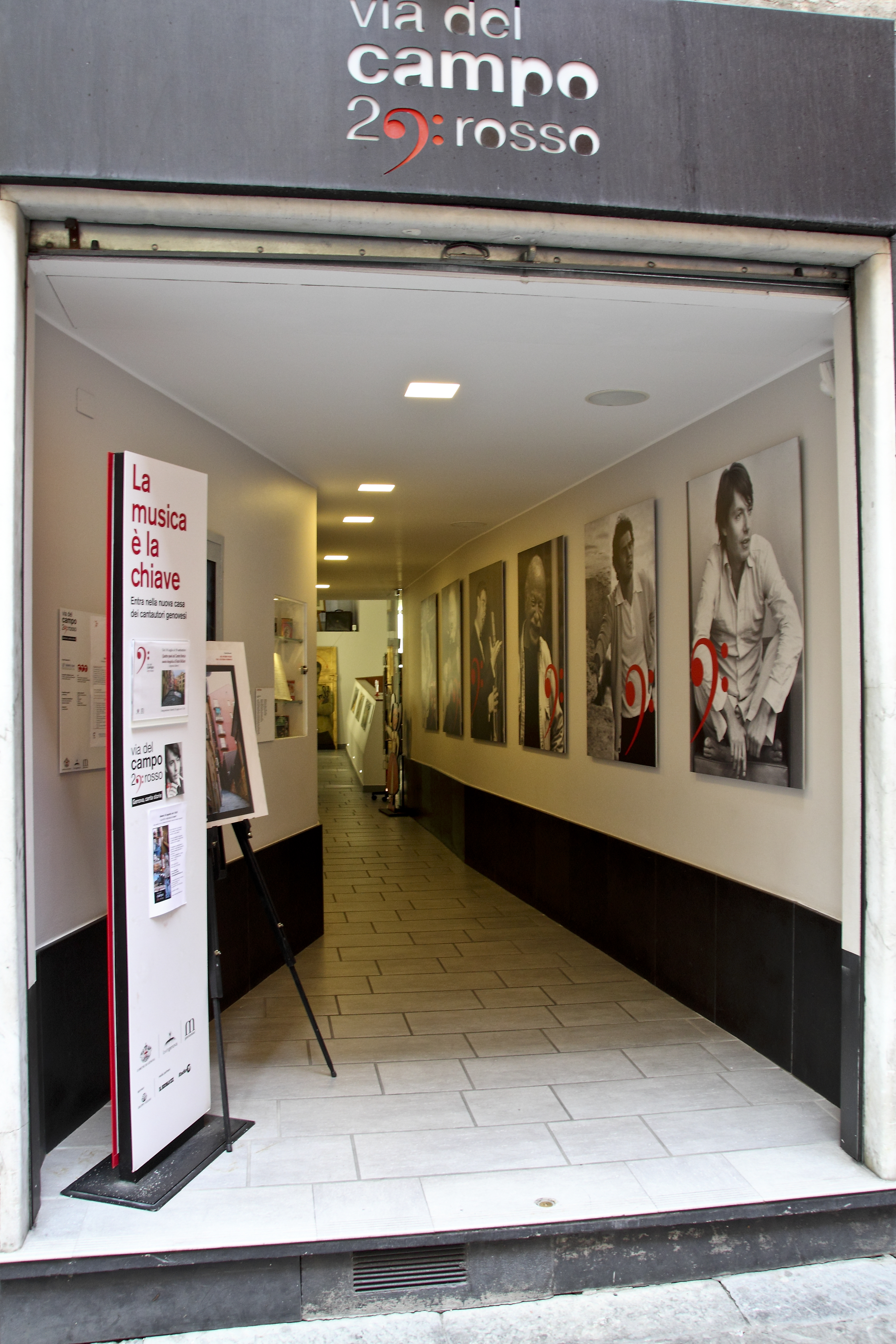
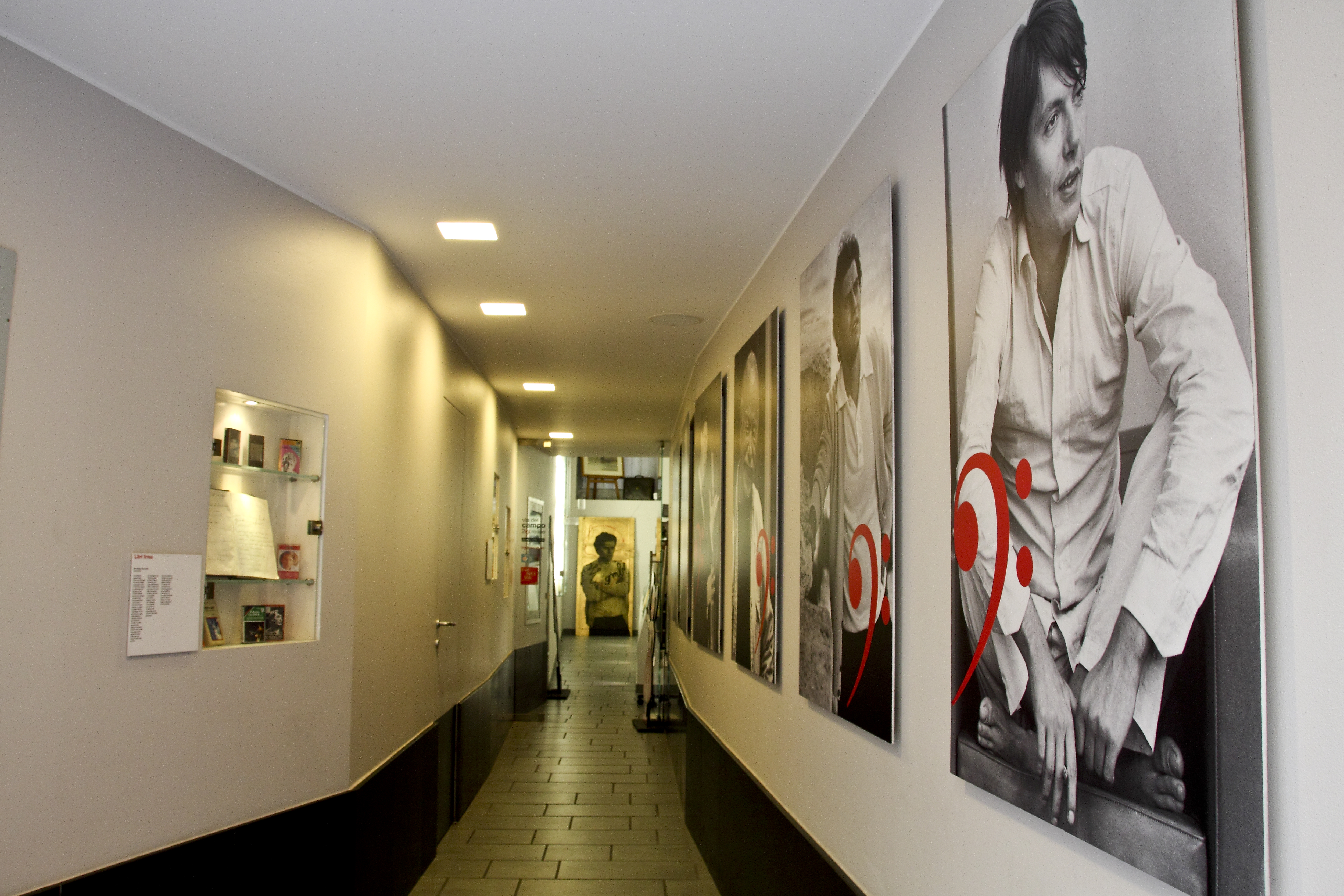
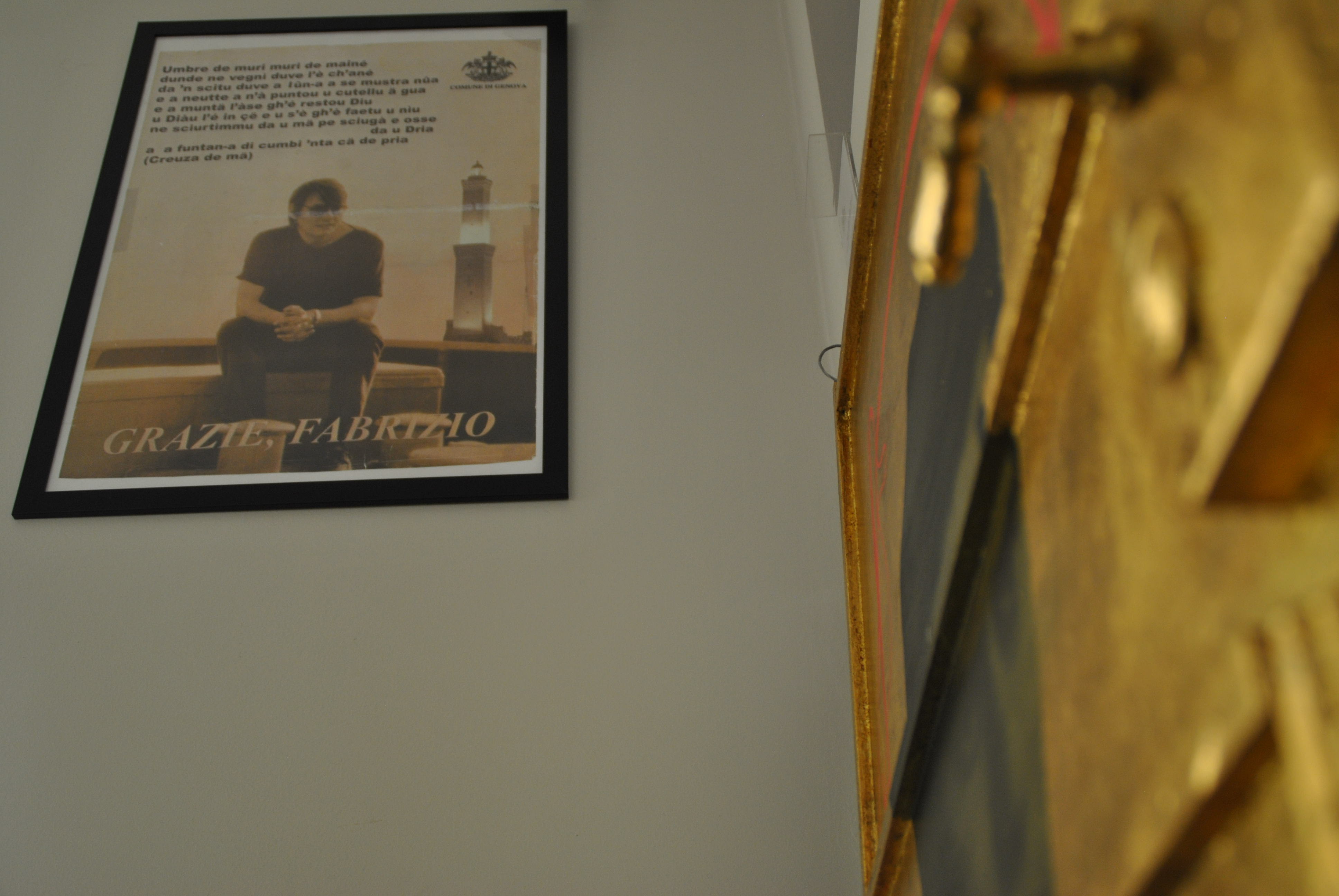

Immagini della via:

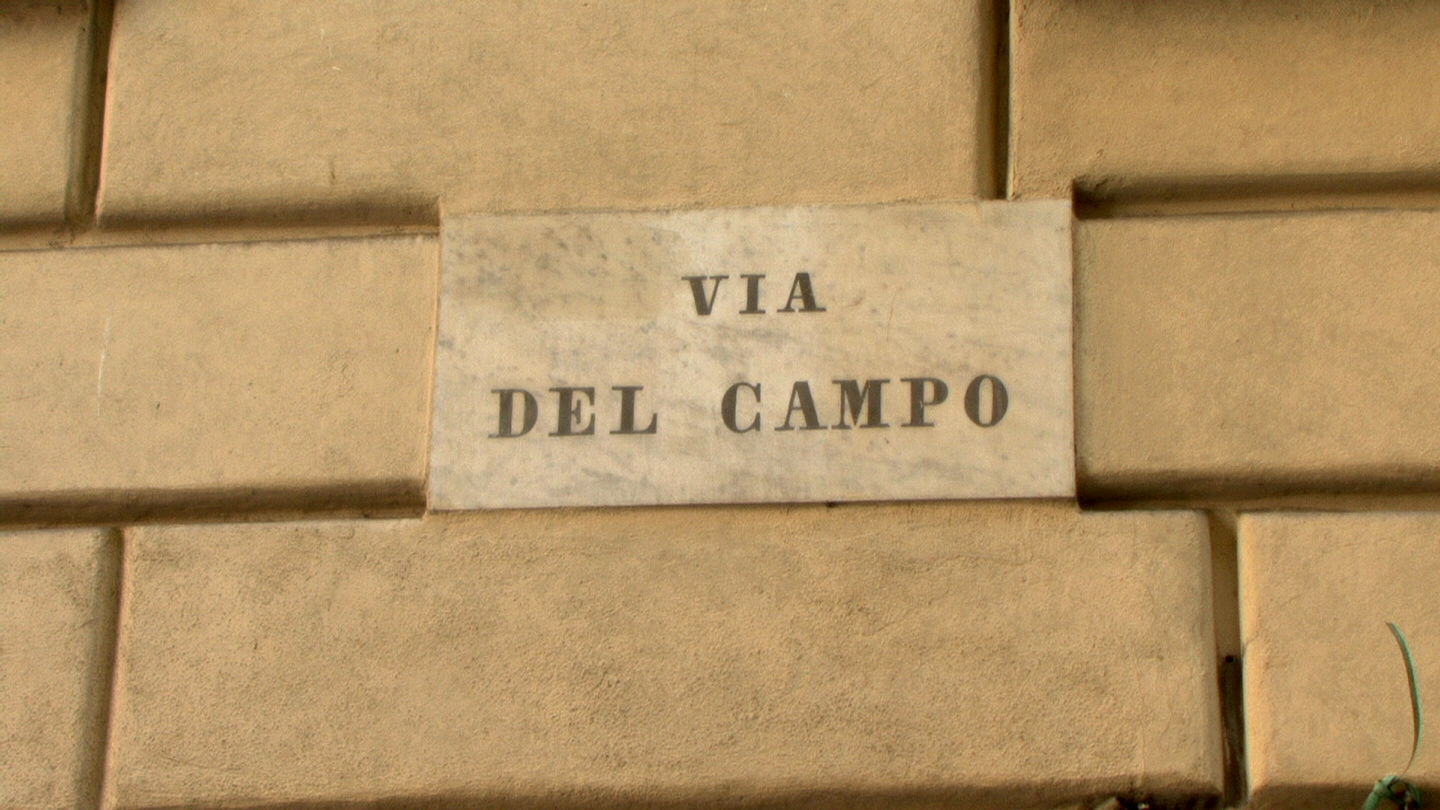
Targa della via
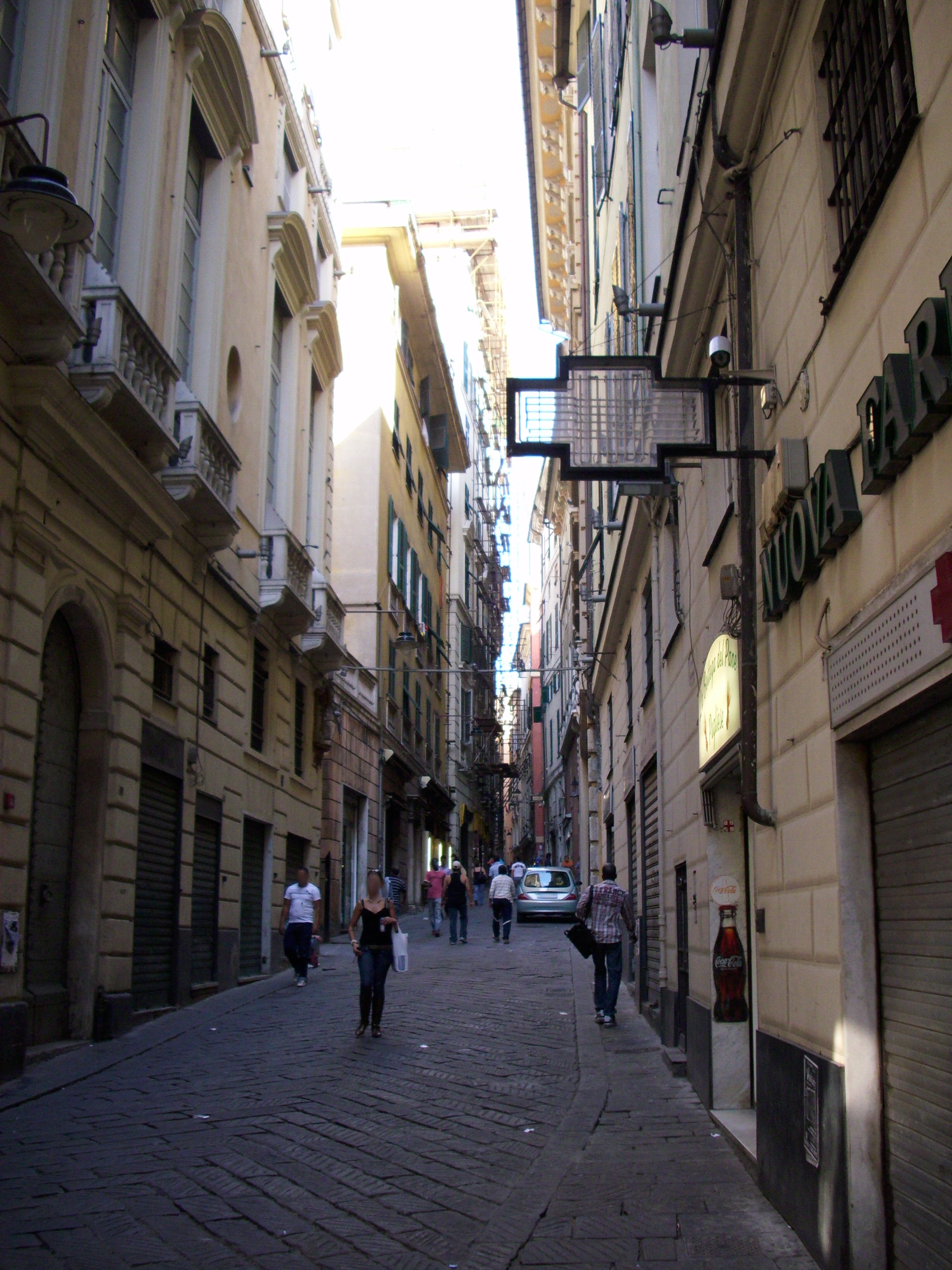
Veduta della via
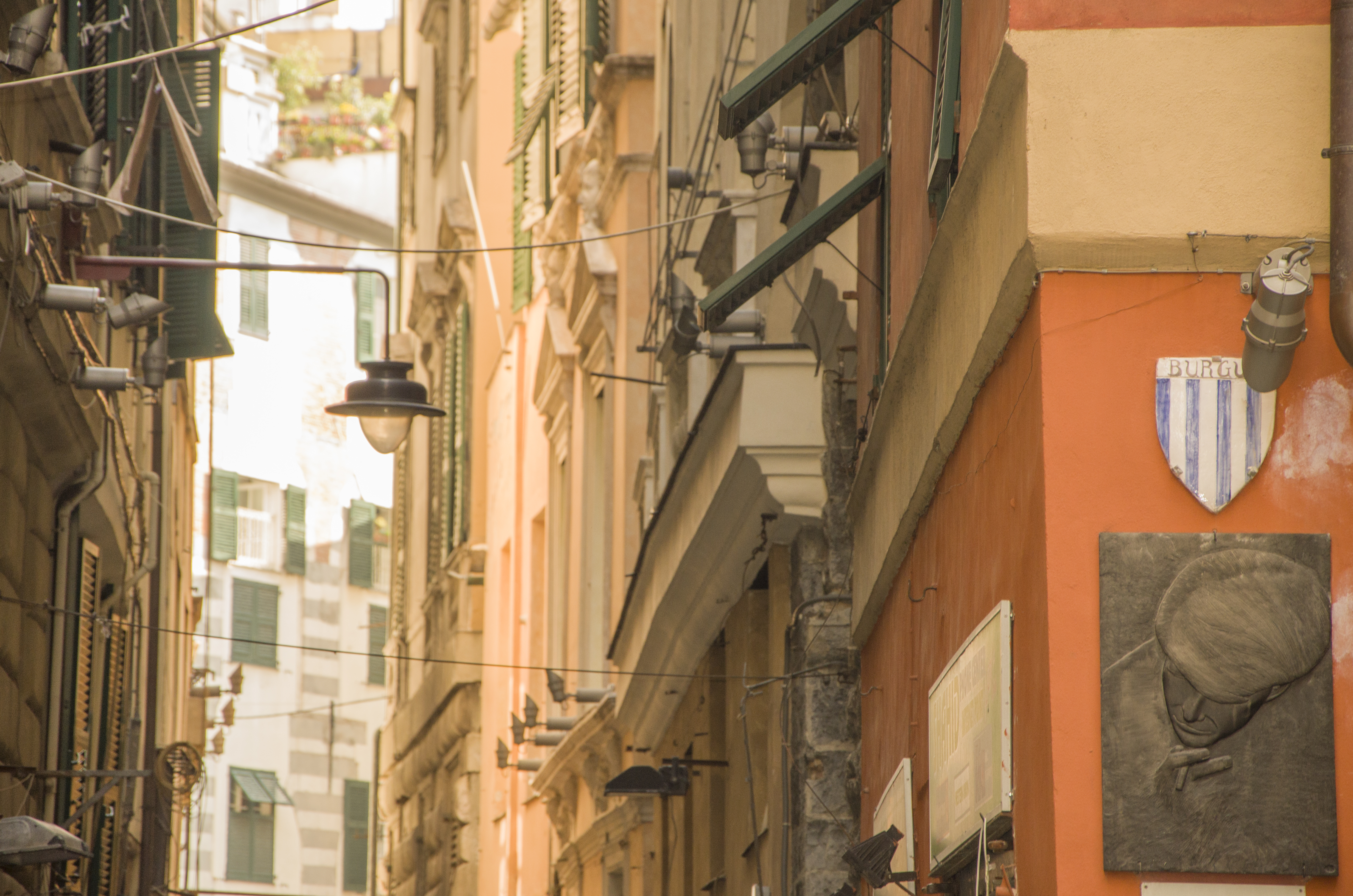
Veduta della via
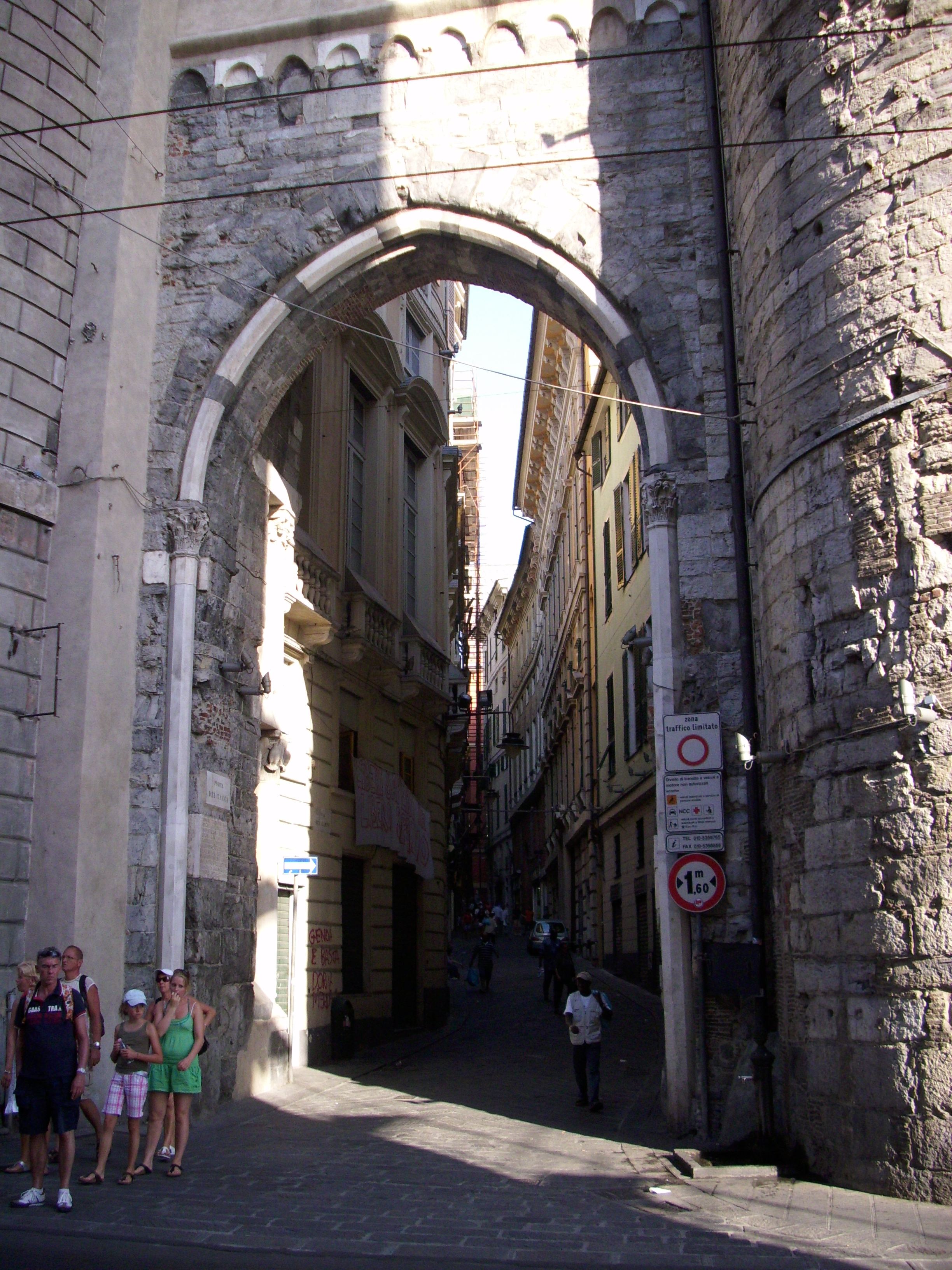
L'antica porta dei Vacca
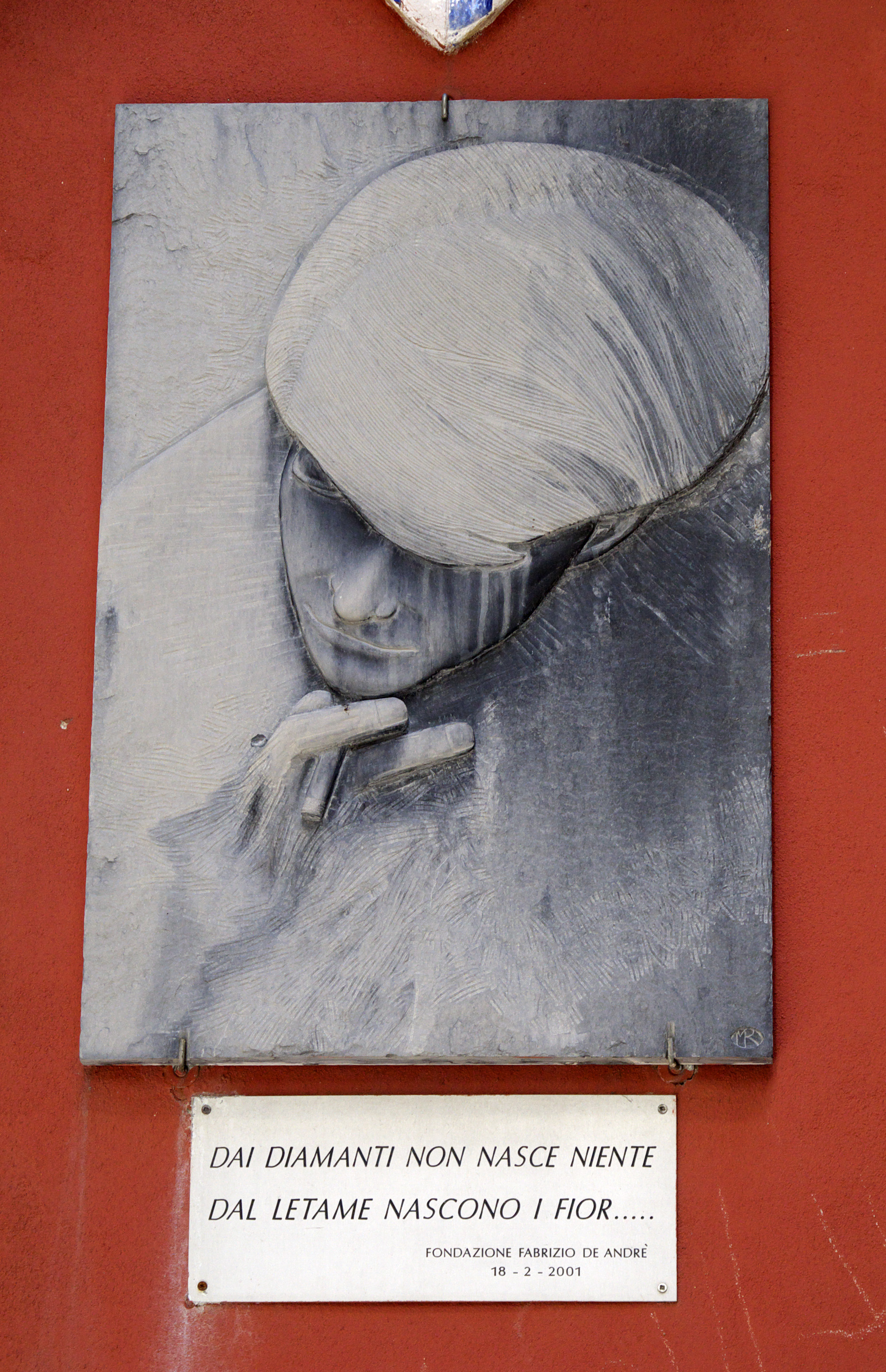
Targa Fabrizio De Andrè
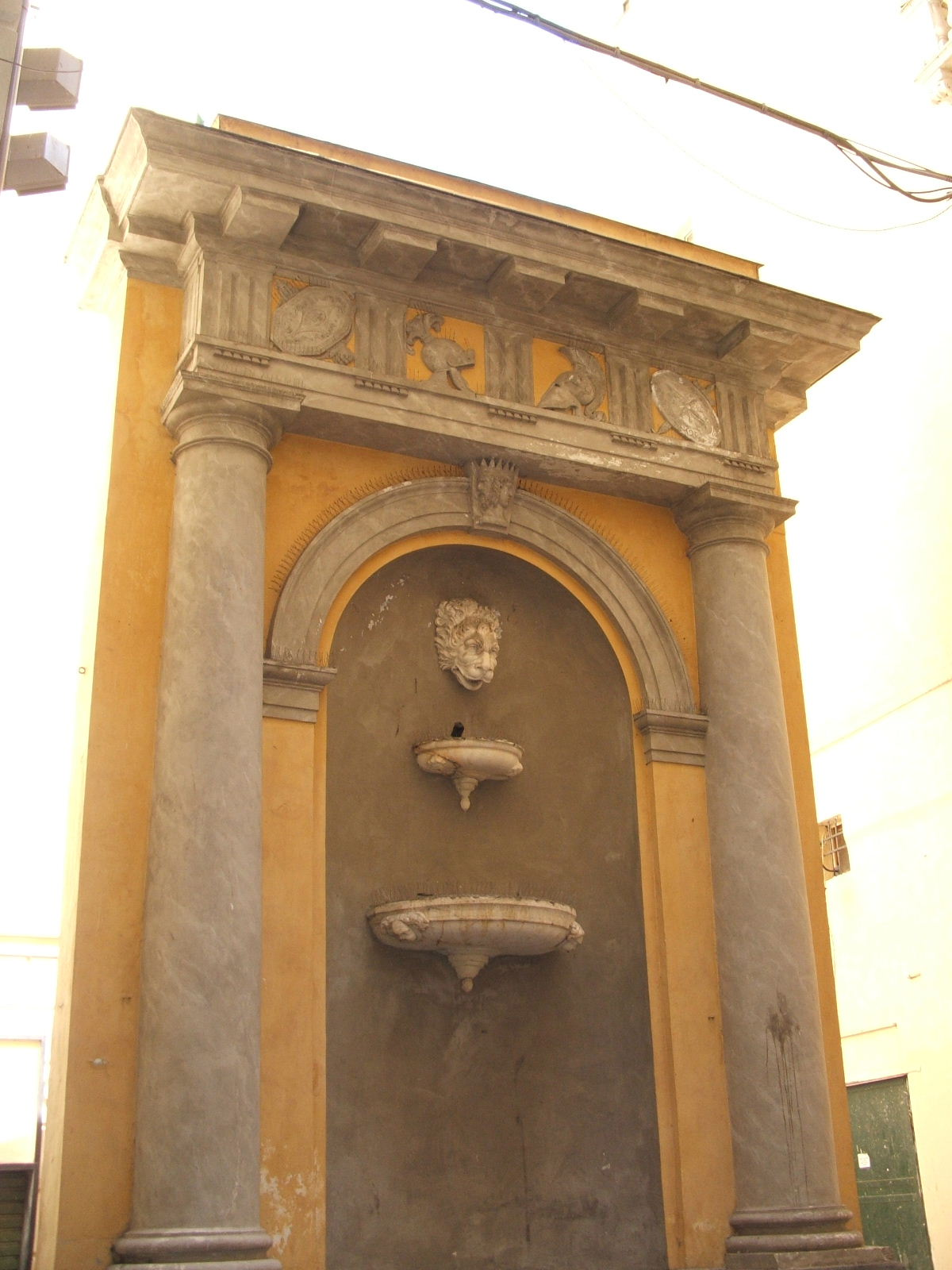
Antica fontana

Immagini del museo: